# Кавалеры ордена Святого Георгия IV класса В
Кавалеры ордена Святого Георгия IV класса на букву «В» 
Список составлен по алфавиту персоналий. Приводятся фамилия, имя, отчество; звание на момент награждения; номер по списку Григоровича — Степанова (в скобках номер по списку Судравского); дата награждения. Лица, чьи имена точно идентифицировать не удалось, не викифицируются. Курсивом выделены кавалеры, получившие орден за службу в частях Восточного фронта Русской армии во время Гражданской войны.

## Ва
- Вавилин, Артемий; подполковник; № 6802; 3 декабря 1842
- Ваганов, Александр Матвеевич; полковник; № 7425; 12 января 1846
- Вагнер, Евгений Фёдорович; капитан; 26 августа 1916
- Вагнер, Карл (Карл-Антон) Антонович; полковник виртембергской службы; № 2918; 27 апреля 1814
- Вагнер, Карл Богданович; подполковник; № 6020; 3 декабря 1839
- Вагнер, Козьма; премьер-майор; № 1247; 26 ноября 1795
- Вагнер, Фёдор Фёдорович; капитан; № 5670; 1 декабря 1838
- Вагнер, Яков Богданович; полковник; № 7420; 12 января 1846
- Вадбольский, Александр Николаевич; полковник; № 4796; 25 декабря 1833
- Вадбольский, Иван Михайлович; полковник; № 1938 (845); 20 мая 1808
- Вадин, Александр Николаевич; капитан; 25 февраля 1907
- Ваксель, Лоренц; премьер-майор; № 191 (163); 14 июля 1772
- Ваксмут, Александр Яковлевич; подполковник; № 3946; 26 ноября 1826
- Ваксмут, Андрей Яковлевич; генерал-майор; № 4925; 3 декабря 1834
- Ваксмут, Пётр Яковлевич; подполковник; № 3717; 26 ноября 1823
- Вакуленко, Корнилий Онисимович; хорунжий; 30 декабря 1915
- Вакулич, Павел Иванович; поручик; 11 декабря 1915
- Вакуловский, Константин Константинович; поручик; 31 марта 1916
- Вакульский, Иван Павлович; полковник; № 5725; 1 декабря 1838
- Вакульский, Пётр Павлович; генерал-майор; № 5103; 1 декабря 1835
- Валевич, Яков Иванович; подполковник; № 3467; 26 ноября 1819
- Валентайн, Джеймс; капитан английской службы; 14 января 1918 (посмертно)
- Валлейко, Альфред Янович; прапорщик; 24 сентября 1916
- Валошинов, Владимир Васильевич; майор; № 7648; 1 января 1847
- Валуев, Аристарх Михайлович; полковник; № 10222; 27 сентября 1863
- Валуев, Иван Васильевич; полковник; № 4212; 25 декабря 1828
- Валышев, Александр Николаевич; капитан 2-го ранга; № 6805; 3 декабря 1842
- Вальгрен, Отто Эдуардович; подполковник; № 8929; 1 февраля 1852
- Валькевич, Лев Венедиктович; капитан; № 6365; 11 декабря 1840
- Вальковский, Николай Андреянович; подполковник; № 2222; 26 ноября 1810
- Вальман, Каспиор Христианович; майор; № 6096; 3 декабря 1839
- Вальронт, Александр Степанович; капитан 1-го ранга; № 4088; 26 ноября 1827
- Вальронт, Пётр Степанович; лейтенант; № 3432; 15 февраля 1819
- Вальронт, Ростислав Степанович; капитан 1-го ранга; № 10021; 26 ноября 1856
- Вальх, Михаил Алексеевич; подполковник; 18 января 1916
- Вальховский, Владимир Дмитриевич; полковник; № 4179; 16 ноября 1828
- Вальховский, Яков Михайлович; майор; № 5639; 29 ноября 1837
- Вальц, Александр Иванович; полковник; № 4448; 18 декабря 1830
- Вальц, Яков Иванович; подполковник; 21 декабря 1832[1]
- Вамелкин, Леонид Евгеньевич; капитан; 13 октября 1916
- Вангели, Антон (Анатолий) Степанович; лейтенант; № 2273; 26 ноября 1810
- Ван дер Донкт, Эдгард; лейтенант бельгийской службы; 25 сентября 1917
- Вандам, Алексей Ефимович; полковник; 24 ноября 1917
- Вандзон, Михаил Иванович; подполковник; № 6991; 4 декабря 1843
- Ванжуло, Иван Устинович; поручик; 28 июля 1907
- Ванидзе, Василий; подпоручик; 19 апреля 1917
- Ванин, Иван Васильевич; полковник; № 9671; 26 ноября 1855
- Ванновский, Глеб Михайлович; генерал-майор; 25 сентября 1914
- Ванновский, Сергей Петрович; генерал-майор; 29 сентября 1914 (посмертно)
- Ванслов, Александр Павлович; майор; № 7883; 26 ноября 1847
- Ванслов, Павел Трофимович; майор; № 4882; 25 декабря 1833
- Вансович, Николай Григорьевич; генерал-майор; № 4917; 3 декабря 1834
- Ванчагов, Михаил Сергеевич; поручик; 31 октября 1917
- Ванькович, Адам Михайлович; майор; № 8513; 26 ноября 1850
- Ванюков, Виктор Васильевич; штабс-капитан; 14 декабря 1916
- Варавва, Пётр Фёдорович; полковник; № 5936; 3 декабря 1839
- Варавва, Федосей Тимофеевич; полковник; № 4955; 3 декабря 1834
- Варакомский, Устин; полковник; № 5978; 3 декабря 1839
- Вараксин, Александр Иванович; подпоручик; 4 марта 1917 (посмертно)
- Варапаев (Воропаев), Иван Васильевич; подполковник; № 8022; 26 ноября 1848
- Варбург (Барбур), Фридрих Вильгельм фон; полковник прусской службы; № 2947; 28 июля 1814 (de:Friedrich Wilhelm von Warburg)
- Варгин, Алексей Фёдорович; подпоручик; 5 мая 1917
- Варзар, Роман Иванович; капитан; № 5335; 1 декабря 1835
- Варзарь, Всеволод Яковлевич; подпоручик; 26 апреля 1915 (посмертно)
- Варзарь, Пётр Юрьевич; поручик; 3 января 1917
- Варловский, Адам Степанович; штабс-капитан; № 2709; 7 октября 1813
- Варницкий, Антон Демьянович; капитан-лейтенант; № 7529; 12 января 1846
- Варницкий, Николай Демьянович; капитан 1-го ранга; № 7948; 26 ноября 1848
- Варош, Иозеф; подпоручик; № 9 (9); 12 марта 1770
- Варпаховский, Александр Фёдорович; лейтенант; № 7369; 17 декабря 1844
- Варпаховский, Пётр Евдокимович; генерал-майор; № 5102; 1 декабря 1835
- Вартанов, Саркис Саркисович; подпоручик; 9 сентября 1915 (посмертно)
- Варшамов, Иван Сергеевич; полковник; 23 декабря 1878
- Васенин, Иван Дмитриевич; поручик; 18 сентября 1915
- Васенков, Валентин Владимирович; капитан; 9 июня 1915
- Васецкий, Иван; штабс-капитан; 29 октября 1917
- Василев, Фёдор; подполковник; № 3731; 26 ноября 1823
- Василевский, Николай Александрович; генерал-майор; 12 августа 1900
- Василевский, Пётр Иванович; капитан-лейтенант; № 3374; 12 декабря 1817
- Василевский, Станислав Тимофеевич; полковник; № 5154; 1 декабря 1835
- Василевский, Филипп Фёдорович; поручик; 22 декабря 1917
- Василенко, Владимир Фёдорович; подпоручик; 9 сентября 1915
- Василенко, Изот Адамович; штабс-капитан; № 9258; 26 ноября 1853
- Василиу, Леонид Дмитриевич; капитан; 13 января 1915
- Васильев, Александр Васильевич; поручик; 29 мая 1917
- Васильев, Александр Дмитриевич; подполковник; № 7223; 17 декабря 1844
- Васильев, Александр Михайлович; подполковник; № 1709 (695); 8 января 1807
- Васильев, Александр Никитич; капитан; 20 ноября 1915
- Васильев, Александр Николаевич; генерал-майор; № 5116; 1 декабря 1835
- Васильев, Александр Степанович; подполковник; 27 марта 1880
- Васильев, Андрей; капитан; № 7695; 1 января 1847
- Васильев, Аркадий Иванович; капитан; 31 июля 1877
- Васильев, Василий Александрович; подполковник; 12 января 1917 (посмертно)
- Васильев, Василий Васильевич; полковник; № 6982; 4 декабря 1843
- Васильев, Василий Васильевич; прапорщик; 31 декабря 1916 (посмертно)
- Васильев, Василий Иванович; капитан; № 5888; 1 декабря 1838
- Васильев, Василий Козьмич; полковник; № 7178; 17 декабря 1844
- Васильев, Василий Петрович; прапорщик; 26 августа 1916
- Васильев, Виктор Николаевич; полковник; 23 апреля 1915
- Васильев, Владимир Тимофеевич; подполковник; 25 марта 1918
- Васильев, Всеволод Леонтьевич; штабс-капитан; 19 мая 1915
- Васильев, Григорий Васильевич; капитан; № 6147; 3 декабря 1839
- Васильев, Григорий Никитич; штабс-капитан; № 10014; 26 ноября 1856
- Васильев, Даниил Васильевич; подпоручик; 17 октября 1915
- Васильев, Евгений Александрович; штабс-капитан; 25 июня 1916
- Васильев, Иван; капитан 3-го ранга; № 2370; 26 ноября 1811
- Васильев, Иван Михайлович; капитан; № 8558; 26 ноября 1850
- Васильев, Иван Прохорович; майор; № 8996; 1 февраля 1852
- Васильев, Иосиф Васильевич; сотник; 31 декабря 1916 (посмертно)
- Васильев, Иустин Никитич; штабс-капитан; № 10016; 26 ноября 1856
- Васильев, Константин Яковлевич; подполковник; № 10174; 26 ноября 1859
- Васильев, Матвей; капитан-лейтенант; № 4012; 26 ноября 1826
- Васильев, Михаил Александрович; полковник; 4 апреля 1917
- Васильев, Михаил Александрович; подполковник; 16 июня 1915
- Васильев, Михаил Борисович; капитан; № 9011; 1 февраля 1852
- Васильев, Михаил Николаевич; капитан-лейтенант; № 3686; 13 февраля 1823
- Васильев, Михаил Николаевич; поручик; 28 сентября 1905
- Васильев, Николай; капитан; № 9871; 26 ноября 1855
- Васильев, Николай Александрович; капитан 1-го ранга; № 7432; 12 января 1846
- Васильев, Николай Сергеевич; штабс-капитан; 5 мая 1917
- Васильев, Николай Сергеевич; поручик; 21 февраля 1916 (посмертно)
- Васильев, Пётр Александрович; штабс-ротмистр; 13 января 1915
- Васильев, Пётр Васильевич; майор; № 5042; 3 декабря 1834
- Васильев, Пётр Сергеевич; подполковник; № 8949; 1 февраля 1852
- Васильев, Христофор; штабс-капитан; № 3476; 26 ноября 1819
- Васильев, Яков Васильевич; полковник; № 2008; 26 ноября 1808
- Васильев-Каленков, Константин Павлович; поручик; 18 сентября 1917
- Васильев-Савиновский, Степан Григорьевич; полковник; 22 мая 1917 (посмертно)
- Васильев-Яковлев, Михаил Николаевич; поручик; 20 ноября 1915
- Васильевский, Алексей Иванович; капитан-лейтенант; № 4005; 26 ноября 1826
- Васильковский, Василий; полковой священник; 17 марта 1813[2]
- Васильковский, Иосиф Максимович; полковник; № 1332; 26 ноября 1802
- Васильковский, Лаврентий Степанович; полковник; № 3716; 26 ноября 1823
- Васильковский, Николай Семёнович; капитан; № 5883; 1 декабря 1838
- Васильковский, Олег Петрович (Карл Карлович); сотник; 3 октября 1908
- Васильковский, Павел Афанасьевич; поручик; 26 августа 1916
- Васильковский, Степан Семёнович; майор; № 3739; 26 ноября 1823
- Васильчиков, Виктор Иларионович; полковник; 1855 (в списке Григоровича — Степанова не значится, указан только у Судравского)
- Васильчиков, Георгий Сергеевич; подпоручик; 5 февраля 1916 (посмертно)
- Васильчиков, Дмитрий Васильевич; полковник; № 2479 (1112); 23 декабря 1812
- Васильчиков, Илларион Илларионович; генерал-майор; № 7935; 26 ноября 1848
- Васильчиков, Николай Васильевич; полковник; № 1761 (747); 26 апреля 1807
- Васильчиков, Николай Васильевич; полковник; № 1820; 29 сентября 1807
- Васильяшев, Антон Давидович; капитан; № 1163 (593); 1 января 1795
- Васкевич, Всеволод Георгиевич; капитан; 18 сентября 1915
- Васмунд, Георгий Робертович; полковник; 8 октября 1877
- Васмунд, Роберт Карлович; полковник; № 7970; 26 ноября 1848
- Васмунд, Эдуард; подполковник; № 4489; 18 декабря 1830
- Васнецов, Михаил Васильевич; подпоручик; 13 января 1915 (посмертно)
- Васов, Джуро; офицер роты черногорской службы; 26 февраля 1879
- Вассерман, Богдан Иванович; бригадир; № 42 (43); 1 ноября 1770
- Васютович, Михаил Данилович; полковник; 12 ноября 1917
- Ватовский, Иосиф Феофилович; штабс-капитан; № 9612; 16 июля 1855
- Ваулин, Вонифатий Игнатьевич; капитан; № 6886; 3 декабря 1842
- Вахарловский, Василий Спиридонович; полковник; № 3492; 6 июня 1821
- Вахвахов, Иван Ревазович[3]; штабс-капитан; № 5908; 3 декабря 1839
- Вахнеев, Николай Васильевич; капитан; 24 октября 1904
- Вахтель, Владимир Александрович; полковник; 4 марта 1917
- Вахтен, Отто Иванович; полковник; № 2687; 1 октября 1813
- Вахтин, Василий Васильевич; капитан-лейтенант; № 5642; 29 ноября 1837
- Вахтин, Николай Васильевич; генерал-майор; № 7939; 26 ноября 1848
- Вахтромэ, Генрих Яковлевич; подпоручик; 26 сентября 1916
- Вачнадзе, Александр Иосифович; поручик; 29 марта 1915 (по другим данным — 14 февраля 1915)
- Вачнадзе, Семён Соломонович; ротмистр; № 9466; 26 ноября 1854
- Вашакидзе, Тарас Давидович; капитан; 7 января 1917
- Вашатко, Карл Иванович; прапорщик; 25 сентября 1917
- Вашутин, Александр Егорович; капитан-лейтенант; № 1885; 26 ноября 1807
- Вашутин, Иван Иванович; генерал-майор; № 4927; 3 декабря 1834
- Ващенко, Александр Иванович; прапорщик; 1 марта 1916 (посмертно)
- Ващенко, Анатолий Михайлович; поручик; 9 сентября 1915
- Ващенко-Захарченко, Андрей Максимович; майор; № 6846; 3 декабря 1842

## Вв — Вд
- Введенский, Николай Павлович; поручик; 24 апреля 1915
- Введенский, Павел Вонифатьевич; подпоручик; 9 июня 1915
- Вдовин, Леонид Александрович; поручик; 25 мая 1917
- Вдовиченко, Иван Степанович; подполковник; № 7215; 17 декабря 1844

## Ве
- Веверн, Александр Адамович; полковник; 26 января 1915
- Веде, Андрей Фёдорович; майор; № 3595; 16 декабря 1821
- Ведель; майор великобританской службы; № 2942; 19 июля 1814
- Ведемейер, Александр Александрович; генерал-майор; № 9048; 26 ноября 1853[4]
- Ведемейер, Александр Иванович; полковник; № 3098; 26 ноября 1816
- Ведемейер, Антон Иванович; премьер-майор; № 1060 (545); 15 сентября 1794
- Ведемейер, Николай Александрович; полковник; № 9349; 26 ноября 1854
- Ведемейер, Пётр Александрович; полковник; № 4803; 25 декабря 1833
- Веденяев, Борис Михайлович; подпоручик; 31 мая 1915 (посмертно)
- Веденяев, Владимир Георгиевич; полковник; 13 января 1915
- Веденяев, Сергей Михайлович; подпоручик; 4 марта 1917 (посмертно)
- Веденяпин, Яков; майор; № 1488; 15 декабря 1802
- Везикко, Вилье Абрамович; штабс-капитан; 15 марта 1917
- Вейде, Евграф Егорович; полковник; № 4341; 19 декабря 1829
- Вейде, Иван Григорьевич фон дер; подполковник; № 3973; 26 ноября 1826
- Вейк, Михаил Христианович; майор; № 6612; 5 декабря 1841
- Веймарн, Александр Густавович фон; капитан 2-го ранга; № 9388; 26 ноября 1854 за «выслугу 25 лет в офицерских чинах»[5]
- Веймарн, Иван Фёдорович; генерал-майор; № 5914; 3 декабря 1839
- Веймарн, Пётр Фёдорович; генерал-майор; № 4673; 21 декабря 1832
- Веймарн, Фёдор Фёдорович; полковник; № 5394; 6 декабря 1836
- Вейраух, Яков Иванович; полковник; № 962; 26 ноября 1792
- Вейрих, Иван Иванович; подполковник; № 6479; 5 декабря 1841
- Вейс, Адам Христофорович; подполковник; № 2016; 26 ноября 1808
- Вейс, Антон Иванович фон; подполковник; № 6026; 3 декабря 1839
- Вейс, Карл Богданович; полковник; № 6227; 11 декабря 1840
- Вейс, Клементий Андреевич; полковник; № 10171; 26 ноября 1859
- Вейс, Константин Александрович (1839—1917); полковник; 30 марта 1879
- Вейс, Константин Александрович (1877—1959); капитан; 3 июля 1915
- Вейсман-фон-Вейсенштейн, Франц-Готгард (Франц Иванович); майор; № 49 (50); 1 ноября 1770
- Вейсфельд, Иван Фаддеевич фон; капитан-лейтенант; № 3278; 26 ноября 1816
- Вейценбрейер, Карл-Густав Карлович; генерал-майор; № 4937; 3 декабря 1834
- Векличев, Пётр; подпоручик; 13 октября 1916
- Веледницкий, Леонид Николаевич; поручик; 9 сентября 1915
- Велеславов, Борис Владимирович; подпоручик; 25 ноября 1916 (посмертно)
- Велецкий, Михаил Михайлович; подполковник; № 1029; 26 ноября 1793
- Велизарий, Сарандо Афанасьевич; капитан-лейтенант; № 1882; 26 ноября 1807
- Великанов, Пётр Николаевич; штабс-капитан; 2 марта 1906
- Великодный, Яков Андреевич; прапорщик; 23 сентября 1915 (посмертно)
- Великопольский, Николай Львович; секунд-майор; № 245 (205); 26 ноября 1774
- Велимбахов (Вилинбахов), Фёдор Никитич; секунд-майор; № 517; 26 ноября 1787
- Велинбахов (Вилинбахов), Семён Афанасьевич; подполковник; № 4834; 25 декабря 1833
- Велио, Осип Осипович; генерал-майор; № 4934; 3 декабря 1834
- Велисарев, Иван Степанович; полковник; № 2616; 4 августа 1813
- Величко, Алоизий Осипович; майор; № 7475; 12 января 1846
- Величко, Иван Иванович; подполковник; № 4826; 25 декабря 1833
- Вельгорский, Николай Маркович; капитан; 25 сентября 1917
- Вельс-Гуд, Уильям; капитан-лейтенант великобританской службы; 21 ноября 1917
- Вельяминов, Алексей Александрович; капитан; № 2608; 11 июля 1813
- Вельяминов, Ерофей Петрович; майор; № 9323; 17 октября 1854
- Вельяминов, Иван Александрович; полковник; № 1693 (679); 24 февраля 1806
- Вельяминов, Николай Николаевич; генерал-лейтенант; 29 декабря 1877
- Вельяминов, Николай Степанович; капитан; № 2610; 11 июля 1813
- Вельяминов, Пётр Ерофеевич; капитан; 24 октября 1904
- Вельянов, Фёдор; подполковник; № 272 (225); 26 ноября 1775
- Вельяшев, Леонид Николаевич; генерал-лейтенант; 8 мая 1916
- Вельяшев, Николай Иванович; подполковник; № 8909; 1 февраля 1852
- Велямович, Урбан Иосифович; полковник; № 8367; 26 ноября 1850
- Венгоровиус, Фёдор Иванович; подполковник; № 7998; 26 ноября 1848
- Венден, Карл Густавович; полковник; № 8882; 1 февраля 1852
- Вендорф, Игнатий Карлович; подполковник; № 6789; 3 декабря 1842
- Вендорф, Михаил Михайлович; полковник; № 5729; 1 декабря 1838
- Вендт, Александр Иванович фон; полковник; № 7955; 26 ноября 1848
- Веневитинов, Григорий Иванович; полковник; 7 октября 1914
- Веневский, Александр Михайлович; подполковник; № 6259; 11 декабря 1840
- Веневский, Иван Михайлович; полковник; № 5381; 6 декабря 1836
- Венедиктов, Михаил Михайлович; подполковник; № 6275; 11 декабря 1840
- Венеровский, Александр Филиппович; войсковой старшина; № 8541; 26 ноября 1850
- Венжик, Мечислав Стефанович; поручик; 12 июля 1915
- Венков (Веньков), Пётр Дмитриевич[6]; майор; № 7285; 17 декабря 1844
- Венков, Пётр Кузьмич; войсковой старшина; 23 марта 1916
- Венский, Дмитрий Мартынович; прапорщик; 5 ноября 1915
- Вентес, Фёдор Фёдорович; подпоручик; 3 января 1917 (посмертно)
- Венцель, Александр Александрович; подпоручик; 25 сентября 1917
- Венцель, Александр Карлович; подполковник; № 7017; 4 декабря 1843
- Венцель, Карл Карлович; полковник; № 5720; 1 декабря 1838
- Венценосцев, Евгений; подпоручик; 13 марта 1915 (посмертно)
- Венцковский, Матвей Леонтьевич; майор; № 5463; 6 декабря 1836
- Венюков, Михаил Андреевич; подполковник; № 5593; 29 ноября 1837
- Венюков, Нил Николаевич; капитан-лейтенант; № 4515; 18 декабря 1830
- Вепрейский, Ефим Васильевич; секунд-майор; № 369; 26 ноября 1782
- Вепрейский, Иван; полковник; № 5970; 3 декабря 1839
- Веракса, Фёдор Степанович; подполковник; № 6538; 5 декабря 1841
- Вербицкий, Дмитрий Иванович; подъесаул; 26 августа 1916 (посмертно)
- Вербовский, Платон Васильевич; подполковник; № 2638; 17 августа 1813
- Вергелес, Николай Мартынович; подполковник; 25 мая 1916
- Вергопуло, Спиридон Иванович; майор; № 9834; 26 ноября 1855
- Вергопуло, Эммануил Иванович; капитан-лейтенант; № 4607; 16 декабря 1831
- Верден, французская крепость; 13 сентября 1916
- Вердер, Бернгард Франц Вильгельм; полковник прусской службы; 26 ноября 1869
- Вердеревский, Виктор Николаевич; подполковник; № 7011; 4 декабря 1843
- Вердеревский, Владимир Николаевич; прапорщик; № 7724; 25 ноября 1847
- Вердеревский, Илья Иванович; лейтенант; № 2266; 26 ноября 1810
- Верёвкин, Александр Николаевич (генерал); полковник; № 8614; 26 ноября 1851
- Верёвкин, Анатолий Дмитриевич; штабс-капитан; 25 сентября 1917
- Верёвкин, Владимир Николаевич; полковник; № 9890; 12 января 1856
- Верёвкин, Михаил Михайлович; премьер-майор; № 882 (456); 19 февраля 1792
- Верёвкин, Николай Александрович; генерал-майор; № 10231; 25 декабря 1865
- Верёвкин, Николай Никитич; полковник; № 1946 (853); 20 мая 1808
- Верёвкин-Шелюта, Евстафий Игнатьевич; подполковник; № 6492; 5 декабря 1841
- Верёвкин-Шелюта, Степан Фомич; подполковник; № 6801; 3 декабря 1842
- Верёвкин-Шелюта, Флориан Фомич; полковник; № 7754; 26 ноября 1847
- Веремиюк, Александр Игнатьевич; прапорщик; 30 октября 1916
- Веретенников, Павел Александрович; прапорщик; 26 августа 1916 (посмертно)
- Веретянов, Антон Васильевич; штабс-капитан; 27 января 1917
- Верещагин, Александр Петрович; подпоручик; 6 апреля 1915
- Верещагин, Андрей Андреевич; секунд-майор; № 463; 26 ноября 1786
- Верещагин, Василий Васильевич; прапорщик; № 10251; 14 августа 1868
- Верещагин, Иван Алексеевич; капитан-лейтенант; № 2252; 26 ноября 1810
- Верещагин, Лев Николаевич; полковник; № 5392; 6 декабря 1836
- Верещака, Иван Андреевич; подполковник; № 8920; 1 февраля 1852
- Верещака, Осип Богуславович; подполковник; № 5797; 1 декабря 1838
- Верещака, Фёдор Андреевич; подполковник; № 5417; 6 декабря 1836
- Вержановский, Вячеслав Иванович; полковник; № 6938; 4 декабря 1843
- Вержбицкий, Антоний Иванович; полковник; 25 ноября 1880; (в кавалерских списках не значится, но этот орден показан в послужном списке)
- Вержбицкий, Григорий Афанасьевич; полковник; 13 ноября 1916
- Вержбицкий, Михаил Афанасьевич; штабс-капитан; 3 февраля 1915
- Вержболович, Антон Семёнович; подпоручик; 30 декабря 1915
- Верзилин, Пётр Семёнович; штабс-ротмистр; № 2649; 17 августа 1813
- Веригин, Александр Иванович; генерал-майор; № 8602; 26 ноября 1851
- Веригин, Алексей Петрович; полковник; № 1924 (830); 10 февраля 1808
- Веригин, Николай Петрович; секунд-майор; № 1005 (525); 26 ноября 1793
- Веригин, Фёдор Яковлевич; капитан 2-го ранга; № 3054; 26 ноября 1816
- Веришко, Пётр Антонович; подполковник; 22 декабря 1916
- Вернгард, Павел; полковник; № 2853; 13 марта 1814
- Вернер, Фёдор Фёдорович; майор; № 5821; 1 декабря 1838
- Верниковский, Иван; ротмистр; № 4130; 26 ноября 1827
- Вертопрахов, Роман Андреевич; сотник; 11 февраля 1901
- Верховский, Александр Иванович; капитан; 26 апреля 1914
- Верховский, Лев Яковлевич; полковник; № 7555; 1 января 1847
- Верховский, Сергей Захарович; капитан; 28 сентября 1905
- Верцинский, Эдуард Александрович; генерал-майор; 12 июня 1917
- Веселаго, Александр Иванович; подполковник; № 9966; 26 ноября 1856
- Веселаго, Василий Иванович; подпоручик; 20 ноября 1915 (посмертно)
- Веселаго, Егор Власьевич; капитан-лейтенант; № 1881; 26 ноября 1807
- Веселаго, Павел Иванович; подполковник; № 8486; 26 ноября 1850
- Веселаго, Фёдор Васильевич (Власьевич); капитан 1-го ранга; № 3046; 26 ноября 1816
- Веселаго, Феодосий Александрович; капитан; 15 апреля 1915 (посмертно)
- Веселин, Александр Константинович; поручик; 31 декабря 1916
- Веселитский, Гавриил Петрович; майор; № 2172 (959); 16 января 1810
- Веселитский, Сергей Гаврилович; генерал-майор; № 8350; 26 ноября 1850
- Веселов, Пётр Фёдорович; подполковник; 18 сентября 1916
- Веселовский, Алексей Прокофьевич; капитан; № 7523; 12 января 1846
- Веселовский, Андрей Андреевич; полковник; 21 февраля 1916
- Веселовский, Антоний Андреевич; генерал-майор; 3 февраля 1915
- Веселовский, Василий Семёнович; майор; № 2406 (1039); 17 апреля 1812
- Веселовский, Иосиф Андреевич; майор; № 5288; 1 декабря 1835
- Веселовский, Константин Семёнович; генерал-майор; № 5107; 1 декабря 1835[7]
- Веселовский, Михаил Иванович; майор; № 6824; 3 декабря 1842
- Веселовский, Николай Алексеевич; полковник; № 9695; 26 ноября 1855
- Веселовский, Павел Николаевич; подполковник; 20 ноября 1915
- Веснинский, Николай Степанович; капитан; № 7338; 17 декабря 1844
- Вестрин, Константин Петрович; майор; № 9430; 26 ноября 1854
- Вестфален, Александр Иванович; генерал-майор; 26 сентября 1916 (посмертно)
- Вестфален, Андрей Антонович; премьер-майор; № 865; 26 ноября 1791
- Вестфален, Карл Карлович фон; секунд-майор; № 786; 26 ноября 1790
- Вестфален, Фёдор Антонович; генерал-майор; № 718 (365); 30 марта 1790
- Ветер, Тихон Дмитриевич; подпоручик; 25 мая 1917
- Ветохин, Георгий Дмитриевич; подпоручик; 18 ноября 1916
- Ветошкин, Михаил Михайлович; майор; № 2429 (1062); 4 сентября 1812
- Ветр, Гавриил Иосифович; штабс-капитан; 23 мая 1916
- Ветренко, Сергей Яковлевич; поручик; 20 января 1917
- Ветров, Андрей Иванович; капитан-лейтенант; № 7677; 1 января 1847
- Ветров, Михаил Иванович; подпоручик; 5 мая 1917
- Ветчей, Воин Фёдорович; майор; № 8520; 26 ноября 1850
- Веффель, Карл Андреевич; майор; № 5841; 1 декабря 1838
- Вехтер, Алексей Иванович; подполковник; № 4835; 25 декабря 1833
- Вечеслов, Владимир Степанович; полковник; 25 апреля 1916
- Вешняков, Михаил Сергеевич; полковник; 15 апреля 1915

## Ви
- Виганд, Аркадий Егорович; штабс-капитан; № 6668; 5 декабря 1841
- Вигант, Иван Васильевич[8]; подполковник; № 5446; 6 декабря 1836
- Видакос-Видак, Рихард Юрьевич; подпоручик; 4 апреля 1917 (посмертно)
- Видишев, Иван Степанович; подполковник; № 4844; 25 декабря 1833
- Видуев, Григорий Ионович; штабс-капитан; 9 мая 1915 (посмертно)
- Вижицкий, Михаил Фаддеевич; полковник; № 4962; 3 декабря 1834
- Визиров, Алиамбар Измайлович; майор; № 9900; 19 марта 1856
- Визиров, Николай Семёнович; поручик; 11 сентября 1917 (посмертно)
- Викинский, Александр Михайлович; подполковник; № 6260; 11 декабря 1840
- Викинский, Иван Михайлович; генерал-майор; № 4916; 3 декабря 1834
- Вико, Александр Андреевич; поручик; 29 августа 1916
- Викорст, Егор Осипович; лейтенант; № 9617; 24 июля 1855
- Викорст, Осип Иванович; лейтенант; № 1895; 26 ноября 1807
- Викорст, Николай Осипович; капитан-лейтенант; № 9915; 7 апреля 1856
- Викторов, Владимир Калинович; подполковник; 18 июля 1915
- Викторов, Владимир Михайлович; штабс-капитан; № 2684; 24 сентября 1813
- Викторов, Николай Алексеевич; майор; № 6117; 3 декабря 1839
- Вилламов, Александр Григорьевич; генерал-майор; № 5115; 1 декабря 1835
- Вилламов, Григорий Григорьевич; генерал-майор; № 9930; 26 ноября 1856
- Виллиус, Пётр Оскарович; прапорщик; 4 марта 1917 (посмертно)
- Вильбоа, Даниил Александрович; подполковник; № 5760; 1 декабря 1838
- Вильгельм Нассауский, владетельный герцог; № 3386; 25 сентября 1818
- Вильгельм Прусский, принц; № 2931; 3 августа 1814
- Вильгельм, принц Баденский; № 10206; 6 марта 1861
- Вильгельм, принц Вюртембергский; 8 октября 1870
- Вильгельм, принц Гессенский; 8 октября 1870
- Вильгрен, Адольф-Михель; поручик; № 6388; 27 апреля 1841
- Вильд, Леопольд Касперович; подполковник; № 23 декабря 1878
- Вильдбург; ротмистр; № 8593; 8 июля 1851
- Вильде, Егор Егорович; полковник; № 7577; 1 января 1847
- Вильде, Иван Иванович; генерал-лейтенант; № 1290; 26 ноября 1802[9]
- Вилькен, Василий Николаевич; подполковник; № 6518; 5 декабря 1841
- Вилькен, Евстафий Антонович; майор; № 9429; 26 ноября 1854
- Вилькен, Фёдор Иванович; майор; № 4114; 26 ноября 1827
- Вилькен, Христиан Иванович; генерал-майор; № 4193; 25 декабря 1828
- Вилькинс, Иван Иванович; штабс-капитан; № 1492; 15 декабря 1802
- Вильман, Карл Августович фон; полковник; № 5979; 3 декабря 1839
- Вильман, Эдуард-Рихард Карлович; поручик; 7 июля 1907 (по другим данным — 28 июля 1907)
- Вильсон, Роберт Романович; капитан 1-го ранга; № 798 (411); 9 февраля 1791
- Вильсон, Ян Кришьянович; подпоручик; 11 декабря 1915 (посмертно)
- Вильямовский, Иосиф Фелицианович; майор; № 9825; 26 ноября 1855
- Вильянити, Михаил Афанасьевич; майор; № 7310; 17 декабря 1844
- Вимер, Константин Христофорович; капитан; № 9862; 26 ноября 1855
- Вимпфен, Франц Эмиль Лоренц; фельдмаршал-лейтенант австрийской службы; № 8143; 25 июня 1849
- Винер, Владимир Владимирович; капитан; 12 января 1917 (посмертно)
- Винк, Анемподист Христофорович; капитан-лейтенант; № 8591; 26 ноября 1850
- Винкац (Винклер), Иван Васильевич фон; капитан-лейтенант; № 2149; 26 ноября 1809
- Винклер, Борис Францевич; подполковник; 27 марта 1917
- Винклер, Пётр Фёдорович фон; подполковник; № 3514; 6 июня 1821
- Винклер, Фёдор Карпович фон; премьер-майор; № 502; 26 ноября 1787
- Винников, Иван Яковлевич; подполковник; № 10118; 26 ноября 1858
- Виннинг, Богдан Павлович; подполковник; № 9722; 26 ноября 1855
- Винов, Иван; премьер-майор; № 459; 26 ноября 1786
- Виноградов, Алексей Петрович; капитан; 13 октября 1916 (посмертно)
- Виноградов, Анатолий Николаевич; штабс-капитан; 2 мая 1915
- Виноградов, Михаил Николаевич; полковник; 11 ноября 1914
- Виноградов, Павел Александрович; подпоручик; 1 сентября 1915 (посмертно)
- Виноградов, Пётр Алексеевич; поручик; 12 января 1917
- Виноградский, Илья Александрович; капитан 2-го ранга; 27 сентября 1904
- Винокуров, Александр Семёнович; подполковник; № 3978; 26 ноября 1826
- Винспиер, Роберт Антонович; подполковник; № 2602; 11 июля 1813
- Винтенбергер, Василий Богданович; подполковник; № 4477; 18 декабря 1830
- Винтер, Христиан Фёдорович фон; секунд-майор; № 1126; 26 ноября 1794
- Винтергальтер, Адольф Антонович; поручик; 29 октября 1917
- Винтертовн, Андрей Иванович; подполковник; № 7797; 26 ноября 1847
- Винтулов, Александр Дмитриевич; полковник; № 5723; 1 декабря 1838
- Винцингероде, Фердинанд Фердинандович; полковник; № 7962; 26 ноября 1848
- Виньи; капитан; № 3315; 25 января 1817
- Винярский, Адам Антонович; полковник; № 3496; 6 июня 1821
- Вирановский, Георгий Николаевич; полковник; 24 апреля 1914
- Вирен, Роберт Николаевич; капитан 1-го ранга; 7 июня 1904
- Вирский, Мартын Мартынович; полковник; № 8386; 26 ноября 1850
- Вислов, Григорий; подпоручик; 14 июня 1915
- Вислогурский, Михаил Петрович; подполковник; № 8258; 26 ноября 1849
- Вистицкий, Андрей Степанович; генерал-майор; № 3061; 26 ноября 1816
- Вистицкий, Дмитрий Степанович; полковник; № 1757 (743); 22 апреля 1807
- Вистицкий, Михаил Степанович; генерал-майор; № 2313; 26 ноября 1811
- Витвицкий, Андрей Алексеевич; штабс-капитан; № 6893; 3 декабря 1842
- Витгенштейн; штабс-капитан; № 2729; 20 октября 1813
- Витгенштейн, Пётр Христианович; премьер-майор; № 1172 (602); 1 января 1795
- Витгефт, Владимир Вильгельмович; лейтенант; 7 июля 1907
- Виткович, Степан; подполковник; № 857; 26 ноября 1791
- Витковский, Владимир Константинович; полковник; 19 апреля 1917
- Витковский, Николай Францевич; подпоручик; № 9295; 6 февраля 1854
- Витковский, Станислав Осипович; подполковник; № 5998; 3 декабря 1839
- Витковский, Феликс Матвеевич; майор; № 7271; 17 декабря 1844
- Витковский, Франц Матвеевич; полковник; № 4703; 21 декабря 1832
- Витковский, Юлий Осипович; подполковник; № 6526; 5 декабря 1841
- Витницкий, Иван Фролович; майор; № 8781; 26 ноября 1851
- Витовский, Осип Петрович; полковник; № 5694; 1 декабря 1838
- Витовтов, Александр Евстигнеевич; полковник; № 328; 26 ноября 1781
- Витовтов, Александр Логинович; капитан-лейтенант; № 2254; 26 ноября 1810
- Витовтов, Павел Александрович; генерал-майор; № 6911; 4 декабря 1843
- Виторский, Владимир Августинович; ротмистр; 18 ноября 1905
- Витоль, Иван Миккелович (Михайлович); капитан; 11 сентября 1917
- Витт, Владимир Владимирович де; генерал-лейтенант; 10 июня 1916
- Витте, Александр Петрович; ротмистр; № 9463; 26 ноября 1854
- Витте, Александр Юльевич; подполковник; 29 декабря 1878
- Витте, Густав Юрьевич; секунд-майор; № 580; 26 ноября 1788
- Витте, Карл Павлович; корнет; № 2921; 27 апреля 1814
- Витте, Павел Яковлевич де, полковник; № 5520; 29 ноября 1837
- Витте, Эдуард Яковлевич де, полковник; № 5735; 1 декабря 1838
- Виттен, Карл Иванович; премьер-майор; № 499; 26 ноября 1787
- Виттен, Фёдор Карлович; майор; № 8777; 26 ноября 1851
- Виттих, Карл Август фон; майор прусской службы; № 3312; 25 января 1817 (de:Karl August von Wittich)
- Витторт, Иван Антонович; полковник; № 6731; 3 декабря 1842
- Витторт, Осип Карлович; майор; № 7474; 12 января 1846
- Витязь, Марк Маркович; подполковник; № 2334; 26 ноября 1811
- Виуков, Василий Михайлович; подполковник; № 4867; 25 декабря 1833
- Вишневецкий, Иван Даниилович; подполковник; № 8498; 26 ноября 1850
- Вишневский, Александр Александрович; поручик; 25 июня 1916
- Вишневский, Николай Францевич; полковник; № 6211; 11 декабря 1840
- Вишневский, Константин Владимирович; подпоручик; 25 ноября 1916 (посмертно)
- Вишневский, Осип Максимович; подполковник; № 4098; 26 ноября 1827
- Вишневский, Пётр Васильевич; капитан; 16 сентября 1916
- Вишневский, Сергей Васильевич; поручик; 9 сентября 1915
- Вишневский, Фёдор Тимофеевич; подпоручик; 17 октября 1915
- Вишняков, Василий Фёдорович; подпоручик; 31 октября 1917
- Вишняков, Евгений Петрович; прапорщик; № 10221; 19 августа 1863
- Вишняков, Иван Петрович; генерал-майор; № 4930; 3 декабря 1834
- Вишняков, Мухамеджан Хосяинович; прапорщик; 2 октября 1917 (посмертно)
- Вишняков, Николай Алексеевич; капитан; № 9000; 1 февраля 1852
- Вищинский, Франц Иванович; майор; № 8997; 1 февраля 1852

## Вл — Вн
- Владимиров, Александр Николаевич; подполковник; 7 января 1916
- Владимиров, Владимир Евгеньевич; прапорщик; 25 сентября 1917
- Владимиров, Георгий Александрович; подпоручик; 18 сентября 1915
- Владимиров (Володимеров), Семён Алексеевич; ротмистр; № 1988 (896); 20 мая 1808
- Владиславлев, Пётр Петрович; лейтенант; 27 сентября 1904
- Владиславлевич, Григорий Васильевич; майор; № 4000; 26 ноября 1826
- Владиславлевич, Илья Степанович; майор; № 6575; 5 декабря 1841
- Владиславский-Крекшин, Николай Леонидович; штабс-капитан; 27 января 1907
- Владыкин, Алексей Петрович; подполковник; № 9968; 26 ноября 1856
- Владычин, Дмитрий Семёнович; полковник; № 2105; 26 ноября 1809
- Владычин, Иван Кириллович; полковник; № 721 (369); 30 марта 1790
- Власов, Александр Герасимович; поручик; 24 апреля 1915 (посмертно)
- Власов, Борис Сергеевич; штабс-капитан; 4 марта 1917
- Власов, Всеволод Всеволодович; прапорщик; 31 октября 1917
- Власов, Дмитрий Яковлевич; полковник; № 5143; 1 декабря 1835
- Власов, Иван Никифорович; майор; № 1546 (644); 24 февраля 1804
- Власов, Максим Григорьевич; полковник; № 2561 (1195); 26 марта 1813
- Власов, Михаил Алексеевич; войсковой старшина; № 2898; 18 марта 1814
- Власов, Пётр Платонович; поручик; 5 мая 1878
- Власов, Тимофей Михайлович; подполковник; 6 апреля 1915 (посмертно)
- Власов, Фёдор Петрович; подпоручик; 3 июля 1915
- Властов, Спиридон Егорович; полковник; № 7784; 26 ноября 1847
- Власьев, Алексей Алексеевич; капитан; № 6638; 5 декабря 1841
- Власьев, Всеволод Алексеевич; капитан 2-го ранга; № 6560; 5 декабря 1841
- Власьев, Всеволод Петрович; подполковник; № 5197; 1 декабря 1835
- Власьев, Николай Алексеевич; капитан 2-го ранга; № 6159; 3 декабря 1839
- Власьевский, Арсений Фёдорович; подпоручик; 6 января 1917 (посмертно)
- Влахопуло, Константин Изотович; полковник; № 5971; 3 декабря 1839
- Влесков, Владимир Николаевич; сотник; 28 июня 1916
- Влодек, Михаил Фёдорович; полковник; № 2198 (985); 19 ноября 1810
- Вноровский, Леонтий Николаевич; генерал-майор; 7 февраля 1917
- Внуков, Козьма Фёдорович; секунд-майор; № 1278; 26 ноября 1795

## Во
- Вовк, Иван Семёнович; полковник; 13 октября 1916
- Вогак, Константин Ипполитович; подполковник; № 7828; 26 ноября 1847
- Водарский, Николай Владимирович; подполковник; 11 декабря 1915
- Воеводский, Антон Андреевич; полковник; № 312; 26 ноября 1780
- Воеводский, Аркадий Гаврилович; подполковник; № 1077; 26 ноября 1794
- Воеводский, Аркадий Васильевич; капитан 1-го ранга; № 9917; 7 апреля 1856
- Воеводский, Иосиф-Станислав Александрович; поручик; 1 сентября 1915
- Воеводский, Лев Григорьевич; полковник; № 3069; 26 ноября 1816
- Воеводский, Николай Степанович; штабс-ротмистр; 31 октября 1916
- Воеводский, Платон Васильевич; капитан-лейтенант; № 9271; 26 ноября 1853
- Воеводский, Сергей; подполковник; № 4109; 26 ноября 1827
- Воеводский, Степан Васильевич; капитан 2-го ранга; № 7785; 26 ноября 1847
- Воейков, Александр Иванович; подпоручик; № 20 (20); 27 июля 1770
- Воейков, Александр Николаевич; майор; № 7876; 26 ноября 1847
- Воейков, Василий Михайлович; капитан; № 9216; 26 ноября 1853
- Военицын, Василий Яковлевич; лейтенант; № 1446; 26 ноября 1802
- Воехевич, Александр Пантелеймонович; капитан; № 8301; 26 ноября 1849
- Воехевич, Пантелеймон Мелентьевич; подполковник; № 3962; 26 ноября 1826
- Вождакин, Дмитрий Иванович; майор; № 6089; 3 декабря 1839
- Вознесенский, Виктор Петрович; подпоручик; 29 июля 1916
- Вознесенский, Иван Степанович; полковник; № 9355; 26 ноября 1854, 2 февраля 1860 г. присоединён за отличие бант
- Вознесенский, Степан Михайлович; подполковник; № 3733; 26 ноября 1823
- Возница, Пётр; подполковник; № 5451; 6 декабря 1836
- Вознов, Пётр Иванович; генерал-майор; № 2202; 26 ноября 1810
- Воинов, Александр Львович; подполковник; № 1046 (531); 28 июня 1794
- Воинов, Григорий Николаевич; майор; № 6599; 5 декабря 1841
- Воинов, Егор Яковлев; майор; № 8067; 26 ноября 1848
- Воинов, Илья Яковлевич; полковник; № 7783; 26 ноября 1847
- Воинов, Юрий Иванович; подпоручик; 18 июля 1916
- Войденов, Иван Авимович; подполковник; № 7237; 17 декабря 1844
- Войдылло, Казимир Казимирович; полковник; 28 августа 1916
- Войков, Пётр; премьер-майор; № 1008; 26 ноября 1793
- Войлошников, Матвей Семёнович; есаул; 25 марта 1916 (посмертно)
- Война-Панченко, Сергей Константинович; полковник; 30 января 1915
- Войналович, Иван Васильевич; капитан; № 6129; 3 декабря 1839
- Войналович, Михаил Кузьмич; подполковник; 21 июня 1916
- Войнаховский, Иван Филиппович; полковник; № 4970; 3 декабря 1834
- Войнилович, Казимир Францевич; полковник; № 7958; 26 ноября 1848
- Войнич, Александр Станиславович; подполковник; № 5603; 29 ноября 1837
- Войнич, Иван Петрович; капитан; № 6128; 3 декабря 1839
- Войнович, Иван Васильевич; секунд-майор; № 167 (146); 13 ноября 1771
- Войнович, Марк Иванович; лейтенант; № 195 (167); 8 сентября 1772
- Войнович, Николай Дмитриевич; капитан-лейтенант; № 542 (264); 31 июля 1788
- Войтеховский, Пётр Рафаилович; подполковник; № 8466; 26 ноября 1850
- Войткевич, Михаил Антонович; подполковник; 4 марта 1917 (посмертно)
- Войцех, Андрей Фёдорович; полковник; № 6951; 4 декабря 1843
- Войцеховский, Иосиф Францевич; подполковник; № 9950; 26 ноября 1856
- Войцеховский, Сергей Николаевич; генерал-майор; 22 июня 1919
- Войцицкий, Адам Станиславович; полковник; № 7968; 26 ноября 1848
- Войшин-Мурдас-Жилинский, Ипполит Паулинович; генерал от инфантерии; 22 октября 1914
- Вокуловский-Дощинский, Аркадий Осипович; полковник; 26 ноября 1851[10]
- Волженский, Иван; полковник; № 4204; 25 декабря 1828
- Волжинский, Николай Львович; полковник; № 4447; 18 декабря 1830
- Волжинский, Пётр Николаевич; полковник; № 3892; 26 ноября 1826
- Воликовский, Ромуальд Иосифович; поручик; 30 декабря 1915
- Волин, Николай Семёнович; полковник; 26 января 1917 (посмертно)
- Волкобой, Пётр Миронович; подполковник; 1 ноября 1905
- Волков, Александр Александрович; генерал-майор; № 4192; 25 декабря 1828
- Волков, Александр Григорьевич; полковник; № 9086; 26 ноября 1853
- Волков, Антон Петрович; генерал-майор; № 4323; 19 декабря 1829
- Волков, Вячеслав Иванович; есаул; 7 января 1916
- Волков, Георгий Евдокимович; поручик; 9 сентября 1915
- Волков, Григорий Гаврилович; полковник; № 3451; 26 ноября 1819
- Волков, Григорий Фёдорович; премьер-майор; № 1034; 26 ноября 1793
- Волков, Иван Григорьевич; капитан 1-го ранга; № 6759; 3 декабря 1842
- Волков, Иван Фёдорович; подполковник; № 496; 26 ноября 1787
- Волков, Иннокентий Владимирович; подпоручик; 11 марта 1915
- Волков, Иона Николаевич; подпоручик; 23 марта 1916
- Волков, Карл Фёдорович; полковник; № 9098; 26 ноября 1853
- Волков, Ксенофонт Ксенофонтович; поручик; 23 сентября 1915
- Волков, Михаил Кириллович; капитан; № 9245; 26 ноября 1853
- Волков, Михаил Михайлович; полковник; № 2491 (1124); 23 декабря 1812
- Волков, Михаил Михайлович; подполковник; 30 декабря 1915
- Волков, Михаил Стефанович; подпоручик; 18 июля 1916 (посмертно)
- Волков, Николай Аполлонович; штабс-капитан; № 2979; 17 октября 1814
- Волков, Николай Петрович; подполковник; № 10060; 26 ноября 1857
- Волков, Пётр Аполлонович; полковник; № 8198; 26 ноября 1849
- Волков, Пётр Гаврилович; майор; № 3745; 26 ноября 1823
- Волков, Пётр Лукич; капитан; № 237 (197); 26 ноября 1774
- Волков, Семён Алексеевич; полковник; № 7755; 26 ноября 1847
- Волков, Сергей Иванович; генерал-майор; № 9641; 26 ноября 1855
- Волков, Тимофей Алексеевич; подполковник; № 6496; 5 декабря 1841
- Волконский, Григорий Семёнович; полковник; № 26 (26); 27 августа 1770
- Волконский, Дмитрий Александрович; полковник; № 3918; 26 ноября 1826
- Волконский, Дмитрий Михайлович; поручик; № 676 (361); 26 ноября 1789
- Волконский, Николай; капитан; № 62 (63); 1 ноября 1770
- Волконский, Пётр Григорьевич; генерал-майор; № 6912; 4 декабря 1843
- Волконский, Сергей Григорьевич; полковник; № (1183); 17 февраля 1813 (в 1826 г. лишён чинов и орденов и сослан на каторгу)
- Волконский, Юрий Александрович; майор; № 5464; 6 декабря 1836
- Волнянский, Сергей Григорьевич; штабс-капитан; 17 октября 1915
- Воловик, Павел Григорьевич; прапорщик; 25 сентября 1917
- Вологодский, Николай Николаевич; подпоручик; 11 декабря 1915
- Вологодцев (Гринштейн), Лев Константинович; подпоручик; 19 мая 1915
- Володзко, Осип Викентьевич; подполковник; № 5782; 1 декабря 1838
- Володимиров, Андрей Иванович; штабс-капитан; № 6379; 11 декабря 1840
- Володимиров, Павел Сергеевич; генерал-майор; № 6924; 4 декабря 1843
- Володкович, Юлий Яковлевич; полковник; № 5528; 29 ноября 1837
- Володченко, Николай Герасимович; генерал-лейтенант; 19 мая 1915
- Волонсевич, Казимир Яковлевич; штабс-капитан; 25 ноября 1917
- Волонцевич, Григорий Онисимович; капитан; № 9854; 26 ноября 1855
- Волосатов, Евгений Илларионович; подпоручик; 5 ноября 1916 (посмертно)
- Волосатов, Иван Павлович; подполковник; № 5228; 1 декабря 1835
- Волосатов, Михаил Васильевич; подполковник; № 10122; 26 ноября 1858
- Волосевич, Александр Иванович; поручик; 25 сентября 1917
- Волосов, Иван Васильевич; капитан; № 9231; 26 ноября 1853
- Волох, Емельян Иванович; штабс-капитан; 5 мая 1917
- Волоцкой, Александр Алексеевич; полковник; № 7556; 1 января 1847
- Волошин-Петриченко, Фёдор Моисеевич; генерал-майор; 3 декабря 1916
- Волощенко, Василий Яковлевич; подполковник; № 3984; 26 ноября 1826
- Волховской, Михаил Дмитриевич; капитан 1-го ранга; № 1527; 26 ноября 1803
- Волчаский, Василий Нарциссович; поручик; № 7720; 28 марта 1847
- Волченецкий, Степан Денисович; лейтенант; № 3300; 26 ноября 1816
- Волынский, Василий Иванович; майор; № 6582; 5 декабря 1841
- Вольский, фон; полковник; № 4261; 4 марта 1829
- Вольский, Адольф Васильевич; полковник; № 8864; 1 февраля 1852
- Вольский, Владимир Иосифович; подпоручик; 18 сентября 1915
- Вольский, Иван Николаевич; подполковник; 19 мая 1915 (посмертно)
- Вольский, Илья Прокофьевич; капитан; 20 мая 1915
- Вольф, Александр Егорович; капитан; № 9492; 26 ноября 1854
- Вольф, Василий Яковлевич; подполковник; № 4854; 25 декабря 1833
- Вольф, Николай Иванович; генерал-майор; № 8840; 1 февраля 1852
- Вольфрамздорф, Людвиг Христофорович; штабс-капитан; № 2685; 24 сентября 1813
- Ворежников, Матвей Яковлевич; майор; № 9202; 26 ноября 1853
- Воробьёв, Андрей Сергеевич; полковник; 24 мая 1916 (посмертно)
- Воробьёв, Виктор; подпоручик; 5 мая 1917
- Воробьёв, Дмитрий Филиппович; подпоручик; 10 июня 1917 (посмертно)
- Воробьёв, Иван Григорьевич; поручик; № 9582; 22 января 1855
- Воробьёв, Николай Георгиевич; штабс-капитан; 23 мая 1915 (посмертно)
- Воробьёв, Николай Михайлович; генерал-лейтенант; 3 декабря 1916
- Воробьёв, Николай Сергеевич; подпоручик; 10 сентября 1916
- Воробьёв, Степан; полковник; № 4329; 19 декабря 1829
- Воробьёв, Яков Евстафьевич; войсковой старшина; № 9996; 26 ноября 1856
- Воробьёв, Яков Яковлевич; полковник; № 5712; 1 декабря 1838
- Воронец, Яков Владимирович; полковник; № 4946; 3 декабря 1834
- Воронин, Александр Николаевич; подполковник; № 5194; 1 декабря 1835
- Воронин, Александр Фёдорович; полковник; № 6430; 5 декабря 1841
- Воронин, Андрей Фёдорович; подполковник; № 8481; 26 ноября 1850
- Воронин, Николай Васильевич; майор; № 5478; 6 декабря 1836
- Воронин, Николай Николаевич; штабс-капитан; 25 мая 1917 (посмертно)
- Воронков, Алексей Васильевич; полковник; № 9558; 28 декабря 1854
- Воронов, Александр Алексеевич; подполковник; № 9397; 26 ноября 1854
- Воронов, Борис Николаевич; подпоручик; 25 мая 1917
- Воронов, Владимир Павлович; капитан; 13 октября 1914 (посмертно)
- Воронов, Евгений Николаевич; штабс-капитан; 4 марта 1917 (посмертно)
- Воронов, Иван Иванович; секунд-майор; № 515; 26 ноября 1787
- Воронов, Ираклий Васильевич; майор; № 6097; 3 декабря 1839
- Воронов, Николай Андреевич; прапорщик; 17 апреля 1916 (посмертно)
- Воронов, Николай Иванович; подполковник; № 6056; 3 декабря 1839
- Воронов, Николай Михайлович; генерал-лейтенант; 26 ноября 1914
- Воронов, Павел Алексеевич; капитан; № 8998; 1 февраля 1852
- Воронов, Сергей Дмитриевич; штабс-капитан; 29 мая 1917 (посмертно)
- Воронов, Фёдор Никитич; генерал-майор; № 1305; 26 ноября 1802
- Воронович, Франц Иванович; генерал-майор; 28 июля 1917
- Воронцов, Алексей Петрович; подпоручик; 15 марта 1917 (посмертно)
- Воронцов, Михаил Семёнович; капитан; № 1552 (650); 28 августа 1804
- Воронцов, Павел Васильевич; капитан; 29 мая 1915
- Воронцов, Семён Михайлович; полковник; № 8839; 1 февраля 1852
- Воронцов, Семён Романович; подполковник; № 12 (12); 27 июля 1770
- Воронцов, Сергей Дмитриевич; поручик; 22 мая 1917 (посмертно)
- Воронцов, Степан Матвеевич; полковник; № 4062; 26 ноября 1827
- Воронцов, Фёдор Васильевич; штабс-капитан; 15 марта 1917
- Воронцов-Дашков, Илларион Иванович; генерал-майор; № 10242; 27 июня 1867
- Воронченко, Рафаил Матвеевич; капитан; № 6644; 5 декабря 1841
- Воронянский, Пётр Александрович; майор; № 6336; 11 декабря 1840
- Воронянский, Пётр Леонидович; ротмистр; 15 марта 1917 (посмертно)
- Воропай, Яков Фомич; поручик; № 4648; 25 декабря 1831
- Воропанов, Михаил Семёнович; подполковник; № 5233; 1 декабря 1835
- Воропанов, Николай Николаевич; поручик; 29 апреля 1882
- Воропанов, Николай Фаддеевич; генерал-майор; № 3876; 26 ноября 1826
- Воротников, Максим Васильевич; капитан 3-го ранга; 12 декабря 1817[11]
- Воротников, Степан Васильевич; капитан 3-го ранга; № 3138; 26 ноября 1816
- Ворошин, Михаил Алексеевич; капитан; 1 июня 1915
- Ворушилин, Фёдор Фёдорович; полковник; № 8658; 26 ноября 1851
- Восканов, Гаспар Карапетович; поручик; 29 июля 1916
- Воскресенский, Владимир Константинович; поручик; 5 ноября 1916
- Воскресенский, Михаил Александрович; штабс-капитан; 2 апреля 1917
- Воскресенский, Николай Евгеньевич; штабс-капитан; 22 декабря 1916
- Востриков, Михаил Захарьевич; штабс-капитан; № 10012; 26 ноября 1856
- Востряков, Фёдор Егорович; капитан; № 9017; 1 февраля 1852
- Вохин, Николай Васильевич; полковник; № 4976; 3 декабря 1834
- Вохин, Пётр Васильевич; генерал-майор; № 7149; 17 декабря 1844
- Вояковский, Франц Павлович; капитан; № 9277; 26 декабря 1853

## Вр
- Врангель; полковник прусской службы; № 2778; 4 января 1814
- Врангель, Александр Евстафьевич; полковник; № 6748; 3 декабря 1842
- Врангель, Александр Васильевич; генерал-майор; № 5682; 1 декабря 1838
- Врангель, Андрей Иванович; подполковник; № 213 (180); 27 июля 1773
- Врангель, Бернгард Васильевич фон; полковник; № 6977; 4 декабря 1843
- Врангель, Борис Карлович; подполковник; № 3668; 13 февраля 1823
- Врангель, Готгард Иванович; майор; № 9291; 6 февраля 1854
- Врангель, Егор Петрович; генерал-майор; № 6686; 3 декабря 1842
- Врангель, Карл Егорович; генерал-майор; № 4665; 30 мая 1832
- Врангель, Карл Карлович фон; штабс-капитан; № 4251; 1 января 1829
- Врангель, Карл Романович (Рейнгольдович?); полковник; № 449; 26 ноября 1786
- Врангель, Николай Ермолаевич; полковник; № 9351; 26 ноября 1854
- Врангель, Николай Карлович; поручик; № 9314; 5 августа 1854
- Врангель, Пётр Николаевич; подполковник; 13 октября 1914
- Врангель, Роман Егорович; полковник; № 5140; 1 декабря 1835
- Врангель, Степан Фёдорович; подполковник; № 3570; 16 декабря 1821
- Врангель, Фердинанд Петрович; контр-адмирал; № 5527; 29 ноября 1837
- Врангель, Фридрих фон; бригадир; № 327; 26 ноября 1781
- Вранкен, Агафон Карлович; капитан; № 7132; 21 сентября 1844
- Вратислав фон Митровиц-Неттолицкий, Евгений; фельдмаршал-лейтенант австрийской службы; № 7928; 16 сентября 1848
- Врачинский, Виктор Викентьевич; подполковник; № 7827; 26 ноября 1847
- Враштил, Виктор Владимирович; ротмистр; 4 апреля 1917
- Вревский, Ипполит Александрович; генерал-майор; № 9049; 26 ноября 1853
- Вревский, Павел Александрович; генерал-майор; № 7937; 26 ноября 1848
- Вреде, Александр Евстафьевич фон[12]; полковник; № 7401; 12 января 1846
- Вреде, Богдан Астафьевич; полковник; № 3144; 26 ноября 1816
- Вреде, Карл Астафьевич; капитан; № 2002 (910); 23 августа 1808
- Вреде, Фридрих Людвиг фон; капитан; № 75 (76); 1 ноября 1770
- Вржосек, Константин Людвигович; капитан; 4 апреля 1917
- Вржосек, Флориан Иванович[13]; подполковник; № 7628; 1 января 1847
- Вриони, Павел Гаврилович; штабс-капитан; 3 декабря 1909
- Вронский, Максим Григорьевич; майор; № 8070; 26 ноября 1848
- Вроченский, Иван Николаевич; капитан; 1 сентября 1917
- Вроченский, Михаил Антонович; подпоручик; № 9618; 8 сентября 1855
- Врубель, Мартын Антонович; майор; № 8526; 26 ноября 1850
- Врубель, Михаил Антонович; полковник; № 6752; 3 декабря 1842
- Врублевский, Иван Пржемыслович; штабс-капитан; 3 августа 1901
- Врублевский, Иван Францевич; подполковник; № 6788; 3 декабря 1842

## Вс — Ву
- Всеволожский, Алексей Матвеевич; полковник; № 1764 (750); 26 апреля 1807
- Всеволожский, Дмитрий Алексеевич; полковник; № 6960; 4 декабря 1843
- Всеволожский, Дмитрий Сергеевич; полковник; 14 ноября 1916
- Всеволожский, Николай Сергеевич; подполковник; № 927 (501); 28 июня 1792
- Всеволожский, Павел Андреевич; капитан-лейтенант; № 6671; 5 декабря 1841
- Вудфорд, Александр; полковник великобританской службы; № 3013; 6 августа 1815
- Вуич, Василий Афанасьевич; ротмистр; № 1989 (897); 20 мая 1808
- Вуич, Иван Афанасьевич; ротмистр; № 2872; 13 марта 1814
- Вуич, Николай Васильевич; полковник; № 1843; 26 ноября 1807
- Вуйович, Бачо (Никола); командир батальона черногорской службы; 26 февраля 1879
- Вукайлович, Иван Васильевич[14]; майор; № 6098; 3 декабря 1839
- Вукович, Милан; воевода черногорской службы; 26 февраля 1879
- Вукотич, Джуро; командир артиллерии черногорской службы; 26 февраля 1879
- Вукотич, Иван Михайлович; премьер-майор; № 696; 26 ноября 1789
- Вукотич, Йован Мошанов; командир батареи черногорской службы; 26 февраля 1879
- Вукотич, Матвей Семёнович; полковник; № 1348; 26 ноября 1802
- Вукотич, Николай Михайлович; капитан 1-го ранга; № 6474; 5 декабря 1841
- Вукотич, Пётр; воевода черногорской службы; 12 апреля 1877
- Вукотич, Пётр Маркович; лейтенант; № 4149; 25 июня 1828
- Вуличевич, Борис Николаевич; подполковник; 26 сентября 1916
- Вульф, Алексей Андреевич; майор; № 7502; 12 января 1846
- Вульф, Богдан Иванович; майор; № 3743; 26 ноября 1823
- Вульф, Николай Павлович[15]; капитан-лейтенант; № 5497; 6 декабря 1836
- Вульф, Яков Иванович; подполковник; № 492; 26 ноября 1787
- Вульферт, Александр Антонович; капитан; № 6363; 11 декабря 1840
- Вульферт, Густав Александрович; майор; № 10233; 25 декабря 1865
- Вульферт, Иван Густавович; подполковник; № 3836; 12 декабря 1824
- Вульферт, Карл Антонович; подполковник; № 5769; 1 декабря 1838
- Вульферт, Константин Антонович; капитан; № 8295; 26 ноября 1849
- Вунш, Василий Фёдорович; полковник; № 9088; 26 ноября 1853
- Вуцковский, Михаил Андреевич; полковник; № 8871; 1 февраля 1852

## Вы — Вя
- Выгран, Александр Николаевич; штабс-капитан; 17 апреля 1915
- Выдринский, Василий Андреевич; капитан; № 9223; 26 ноября 1853
- Выезжаев, Иван Борисович; штык-юнкер; № 1167 (597); 1 января 1795
- Выковский (Выховский), Антон Николаевич; подпоручик; № 9329; 17 октября 1854
- Выкрестов, Николай Григорьевич; подполковник; 24 декабря 1916
- Вылазков, Пётр Васильевич; подполковник; № 5420; 6 декабря 1836
- Выласков, Матвей Васильевич; подполковник; № 4233; 25 декабря 1828
- Вылков, Пётр Степанович; поручик; 12 февраля 1917
- Выродов, Михаил Захарович; штабс-капитан; 6 июля 1915 (посмертно)
- Вырыпаев, Архип Иванович; штабс-капитан; № 8584; 26 ноября 1850
- Высоцкий, Болеслав Петрович; штабс-капитан; 22 июня 1919
- Высоцкий, Евграф Степанович; подполковник; № 3734; 26 ноября 1823
- Высоцкий, Иосиф Фёдорович; майор; № 3472; 26 ноября 1819
- Высоцкий, Константин Михайлович; подпоручик; 25 ноября 1916
- Высоцкий, Леон Трофимович; поручик; 26 августа 1916
- Высоцкий, Павел Иванович; капитан-лейтенант; № 3608; 16 декабря 1821
- Высоцкий, Семён Иванович; капитан-лейтенант; № 4008; 26 ноября 1826
- Высоцкий, Флориан Владиславович; ротмистр; № 7322; 17 декабря 1844
- Высочин, Антон Дмитриевич; майор; № 7887; 26 ноября 1847
- Высочин, Павел Аверкиевич; поручик; 1 апреля 1917 (посмертно)
- Выходцевский, Александр Петрович; капитан; № 8787; 26 ноября 1851
- Выходцевский, Николай Владимирович; капитан; 2 апреля 1879
- Выходцевский, Пётр Прокофьевич[16]; полковник; № 3332; 12 декабря 1817
- Вышеславцев, Александр Васильевич; генерал-майор; № 3535; 16 декабря 1821
- Вышеславцев, Трофим Михайлович; ротмистр; № 1180 (610); 1 января 1795
- Вышинский, Евгений Евгеньевич; генерал-майор; 13 мая 1918
- Вышковский, Антон Осипович; полковник; № 4438; 18 декабря 1830
- Вяземский, Александр Сергеевич; полковник; № 8371; 26 ноября 1850
- Вяземский, Андрей Николаевич; полковник; № 7180; 17 декабря 1844
- Вязигин, Михаил Филиппович; майор; № 8534; 26 ноября 1850
- Вязмитинов, Василий Ефимович; генерал-майор; 1917
- Вязмитинов, Иван Яковлевич; майор; № 6333; 11 декабря 1840
- Вязьмитинов, Александр Александрович; ротмистр; 6 апреля 1915
- Вялков, Григорий; подполковник; № 5236; 1 декабря 1835
- Вялов, Иван Афанасьевич; подполковник; № 3722; 26 ноября 1823
- Вялов, Николай Семёнович; штабс-капитан; 29 августа 1916
- Вяткин, Александр Сергеевич; генерал-майор; № 6914; 4 декабря 1843
- Вяткин, Василий Козьмич; генерал-майор; № 1522; 26 ноября 1803
- Вяткин, Дмитрий Всеволодович; подпоручик; 15 апреля 1915
- Вяткин, Николай Николаевич; капитан; 11 сентября 1916
- Вяхирев, Алексей Антонович; капитан; № 9010; 1 февраля 1852